# Station Kulin Kłodzki
Station Kulin Kłodzki is een spoorwegstation in de Poolse plaats Kulin Kłodzki.